# Langue des signes de M'bour
La langue des signes de M'bour, est la langue des signes utilisée par les personnes sourdes et leurs proches de la ville de M'bour et ses environs, au Sénégal.